# Liste des stations du tramway d'Île-de-France
Pour un article plus général, voir Tramway d'Île-de-France.
La liste des stations du tramway d'Île-de-France propose un aperçu des stations actuellement en service sur les lignes de tramway d'Île-de-France, en France. La première ligne a ouvert en 1992. L'ensemble des lignes, qui ne sont pas toutes en correspondance entre elles, comprend 275 stations d'arrêt, depuis le 22 mars 2025, date de la mise en service de la ligne 14 du tramway d'Île-de-France.

## Stations en service
Le tableau ci-dessous présente la situation existante, faisant abstraction de tout ce qui est à l'état de projet ou en construction.
Pour alléger le tableau, seules les correspondances avec les transports guidés ou en site propre (métros, trains, tramways, téléphériques, BHNS…) sont données.
| Station                                      | Ligne             | Rang par ligne | Date d'ouverture                      | Zone  | Commune                                     | Correspondance                                                                             | Particularité                                                          | Image                                  |
| -------------------------------------------- | ----------------- | -------------- | ------------------------------------- | ----- | ------------------------------------------- | ------------------------------------------------------------------------------------------ | ---------------------------------------------------------------------- | -------------------------------------- |
| Asnières-Quatre Routes                       | (T) · (1)         | 1              | 12 octobre 2019                       | 3     | Asnières-sur-Seine, Bois-Colombes, Colombes |                                                                                            |                                                                        | Asnières-Quatre Routes.                |
| Les Courtilles                               | (T) · (1)         | 2              | 15 novembre 2012                      | 3     | Asnières-sur-Seine, Gennevilliers           | (M) · (13)                                                                                 |                                                                        | Les Courtilles.                        |
| Le Luth                                      | (T) · (1)         | 3              | 15 novembre 2012                      | 3     | Gennevilliers                               |                                                                                            |                                                                        | Le Luth.                               |
| Le Village                                   | (T) · (1)         | 4              | 15 novembre 2012                      | 3     | Gennevilliers                               |                                                                                            |                                                                        | Le Village.                            |
| Timbaud                                      | (T) · (1)         | 5              | 15 novembre 2012                      | 3     | Gennevilliers                               |                                                                                            | Quais disposés sur deux rues donnant sur le rond-point Pierre Timbaud. | Timbaud.                               |
| Gare de Gennevilliers                        | (T) · (1)         | 6              | 15 novembre 2012                      | 3     | Gennevilliers                               | (RER) · (C)                                                                                |                                                                        | Gare de Gennevilliers.                 |
| Parc des Chanteraines                        | (T) · (1)         | 7              | 15 novembre 2012                      | 3     | Gennevilliers                               |                                                                                            |                                                                        | Parc des Chanteraines.                 |
| Chemin des Reniers                           | (T) · (1)         | 8              | 15 novembre 2012                      | 3     | Villeneuve-la-Garenne                       |                                                                                            |                                                                        | Chemin des Reniers.                    |
| La Noue                                      | (T) · (1)         | 9              | 15 novembre 2012                      | 3     | Villeneuve-la-Garenne                       |                                                                                            |                                                                        | La Noue                                |
| Mairie de Villeneuve-la-Garenne              | (T) · (1)         | 10             | 15 novembre 2012                      | 3     | Villeneuve-la-Garenne                       |                                                                                            |                                                                        | Mairie de Villeneuve-la-Garenne.       |
| L'Île-Saint-Denis                            | (T) · (1)         | 11             | 15 novembre 2012                      | 3     | L'Île-Saint-Denis                           |                                                                                            |                                                                        | L'Île-Saint-Denis.                     |
| Gare de Saint-Denis : Saint-Denis - Gare :   | (T) · (1) · (8)   | 12             | 21 décembre 1992 : 16 décembre 2014 : | 3     | Saint-Denis                                 | (RER) · (D) · Transilien · Ligne H du Transilien                                           |                                                                        | Gare de Saint-Denis.                   |
| Théâtre Gérard Philipe                       | (T) · (1)         | 13             | 21 décembre 1992                      | 3     | Saint-Denis                                 |                                                                                            |                                                                        | Théâtre Gérard Philipe.                |
| Marché de Saint-Denis                        | (T) · (1) · (5)   | 14             | 21 décembre 1992 : 29 juillet 2013 :  | 3     | Saint-Denis                                 |                                                                                            |                                                                        | Marché de Saint-Denis.                 |
| Basilique de Saint-Denis                     | (T) · (1)         | 15             | 21 décembre 1992                      | 3     | Saint-Denis                                 | (M) · (13)                                                                                 | Quais décalés                                                          | Basilique de Saint-Denis.              |
| Cimetière de Saint-Denis                     | (T) · (1)         | 16             | 21 décembre 1992                      | 3     | Saint-Denis                                 |                                                                                            |                                                                        | Cimetière de Saint-Denis.              |
| Hôpital Delafontaine                         | (T) · (1)         | 17             | 21 décembre 1992                      | 3     | Saint-Denis                                 |                                                                                            |                                                                        | Hôpital Delafontaine.                  |
| Cosmonautes                                  | (T) · (1)         | 18             | 21 décembre 1992                      | 3     | Saint-Denis, La Courneuve                   |                                                                                            |                                                                        | Cosmonautes.                           |
| La Courneuve - Six Routes                    | (T) · (1)         | 19             | 21 décembre 1992                      | 3     | La Courneuve                                |                                                                                            |                                                                        | La Courneuve - Six Routes.             |
| Hôtel de Ville de La Courneuve               | (T) · (1)         | 20             | 21 décembre 1992                      | 3     | La Courneuve                                |                                                                                            | Quai central                                                           | Hôtel de Ville de La Courneuve.        |
| Stade Géo André                              | (T) · (1)         | 21             | 21 décembre 1992                      | 3     | La Courneuve                                |                                                                                            |                                                                        | Stade Géo André.                       |
| Danton                                       | (T) · (1)         | 22             | 21 décembre 1992                      | 3     | La Courneuve                                |                                                                                            |                                                                        | Danton                                 |
| La Courneuve - 8 Mai 1945                    | (T) · (1)         | 23             | 6 juillet 1992                        | 3     | La Courneuve                                | (M) · (7)                                                                                  |                                                                        | La Courneuve - 8 Mai 1945              |
| Maurice Lachâtre                             | (T) · (1)         | 24             | 6 juillet 1992                        | 3     | Drancy, Bobigny                             |                                                                                            |                                                                        | Maurice Lachâtre                       |
| Drancy-Avenir                                | (T) · (1)         | 25             | 6 juillet 1992                        | 3     | Drancy, Bobigny                             |                                                                                            |                                                                        | Drancy-Avenir                          |
| Hôpital Avicenne                             | (T) · (1)         | 26             | 6 juillet 1992                        | 3     | Drancy, Bobigny                             |                                                                                            |                                                                        | Hôpital Avicenne                       |
| Gaston Roulaud                               | (T) · (1)         | 27             | 6 juillet 1992                        | 3     | Drancy, Bobigny                             |                                                                                            |                                                                        | Gaston Roulaud                         |
| Escadrille Normandie-Niémen                  | (T) · (1)         | 28             | 6 juillet 1992                        | 3     | Bobigny                                     |                                                                                            |                                                                        | Escadrille Normandie-Niémen            |
| La Ferme                                     | (T) · (1)         | 29             | 6 juillet 1992                        | 3     | Bobigny                                     |                                                                                            |                                                                        | La Ferme                               |
| Libération                                   | (T) · (1)         | 30             | 6 juillet 1992                        | 3     | Bobigny                                     |                                                                                            |                                                                        | Libération                             |
| Hôtel de Ville de Bobigny                    | (T) · (1)         | 31             | 6 juillet 1992                        | 3     | Bobigny                                     |                                                                                            |                                                                        | Hôtel de Ville de Bobigny              |
| Bobigny - Pablo Picasso                      | (T) · (1)         | 32             | 6 juillet 1992                        | 3     | Bobigny                                     | (M) · (5)                                                                                  |                                                                        | Bobigny - Pablo Picasso                |
| Jean Rostand                                 | (T) · (1)         | 33             | 15 décembre 2003                      | 3     | Bobigny                                     |                                                                                            |                                                                        | Jean Rostand                           |
| Auguste Delaune                              | (T) · (1)         | 34             | 15 décembre 2003                      | 3     | Bobigny                                     |                                                                                            |                                                                        | Auguste Delaune                        |
| Pont de Bondy                                | (T) · (1)         | 35             | 15 décembre 2003                      | 3     | Noisy-le-Sec                                |                                                                                            |                                                                        | Pont de Bondy                          |
| Petit Noisy                                  | (T) · (1)         | 36             | 15 décembre 2003                      | 3     | Noisy-le-Sec                                |                                                                                            | Quais décalés                                                          | Petit Noisy                            |
| Gare de Noisy-le-Sec                         | (T) · (1)         | 37             | 15 décembre 2003                      | 3     | Noisy-le-Sec                                | (RER) · (E)                                                                                |                                                                        | Gare de Noisy-le-Sec                   |
| Pont de Bezons                               | (T) · (2)         | 38             | 19 novembre 2012                      | 4     | Bezons                                      |                                                                                            |                                                                        | Pont de Bezons                         |
| Parc Pierre Lagravère                        | (T) · (2)         | 39             | 19 novembre 2012                      | 3     | Colombes                                    |                                                                                            |                                                                        | Parc Pierre Lagravère                  |
| Victor Basch                                 | (T) · (2)         | 40             | 19 novembre 2012                      | 3     | Colombes                                    |                                                                                            |                                                                        | Victor Basch                           |
| Jacqueline Auriol                            | (T) · (2)         | 41             | 19 novembre 2012                      | 3     | Colombes                                    |                                                                                            |                                                                        | Jacqueline Auriol                      |
| Charlebourg                                  | (T) · (2)         | 42             | 19 novembre 2012                      | 3     | La Garenne-Colombes                         | (La Garenne-Colombes), à distance                                                          |                                                                        | Charlebourg                            |
| Les Fauvelles                                | (T) · (2)         | 43             | 19 novembre 2012                      | 3     | La Garenne-Colombes                         |                                                                                            |                                                                        | Les Fauvelles                          |
| Faubourg de l'Arche                          | (T) · (2)         | 44             | 19 novembre 2012                      | 3     | Courbevoie                                  |                                                                                            |                                                                        | Faubourg de l'Arche                    |
| La Défense                                   | (T) · (2)         | 45             | 2 juillet 1997                        | 3     | Puteaux                                     | (M) · (1) · (RER) · (A) · (E) · Transilien · Ligne L du Transilien · Ligne U du Transilien | Souterraine                                                            | La Défense                             |
| Puteaux                                      | (T) · (2)         | 46             | 2 juillet 1997                        | 3     | Puteaux                                     | Transilien · Ligne L du Transilien · Ligne U du Transilien                                 |                                                                        | Puteaux                                |
| Belvédère                                    | (T) · (2)         | 47             | 2 juillet 1997                        | 3     | Suresnes                                    |                                                                                            |                                                                        | Belvédère                              |
| Suresnes - Longchamp                         | (T) · (2)         | 48             | 2 juillet 1997                        | 3     | Suresnes                                    | (Suresnes-Mont-Valérien), à distance                                                       |                                                                        | Suresnes - Longchamp                   |
| Les Coteaux                                  | (T) · (2)         | 49             | 2 juillet 1997                        | 3     | Saint-Cloud                                 | (Le Val d'Or), à distance                                                                  |                                                                        | Les Coteaux                            |
| Les Milons                                   | (T) · (2)         | 50             | 2 juillet 1997                        | 3     | Saint-Cloud                                 |                                                                                            |                                                                        | Les Milons                             |
| Parc de Saint-Cloud                          | (T) · (2)         | 51             | 2 juillet 1997                        | 3     | Saint-Cloud                                 | (Saint-Cloud), à distance (Boulogne - Pont de Saint-Cloud), à distance                     |                                                                        | Parc de Saint-Cloud                    |
| Musée de Sèvres                              | (T) · (2)         | 52             | 2 juillet 1997                        | 3     | Saint-Cloud, Sèvres                         | (Pont de Sèvres), à distance                                                               |                                                                        | Musée de Sèvres                        |
| Brimborion                                   | (T) · (2)         | 53             | 2 juillet 1997                        | 3     | Sèvres, Meudon                              |                                                                                            |                                                                        | Brimborion                             |
| Meudon-sur-Seine                             | (T) · (2)         | 54             | 2 juillet 1997                        | 3     | Meudon                                      |                                                                                            |                                                                        | Meudon-sur-Seine                       |
| Les Moulineaux                               | (T) · (2)         | 55             | 2 juillet 1997                        | 2     | Issy-les-Moulineaux                         |                                                                                            |                                                                        | Les Moulineaux                         |
| Jacques-Henri Lartigue                       | (T) · (2)         | 56             | 2 juillet 1997                        | 2     | Issy-les-Moulineaux                         |                                                                                            |                                                                        | Jacques-Henri Lartigue                 |
| Issy-Val de Seine                            | (T) · (2)         | 57             | 2 juillet 1997                        | 2     | Issy-les-Moulineaux                         | (RER) · (C)                                                                                |                                                                        | Issy-Val de Seine                      |
| Henri Farman                                 | (T) · (2)         | 58             | 21 novembre 2009                      | 1     | Paris 15e                                   |                                                                                            |                                                                        | Henri Farman                           |
| Suzanne Lenglen                              | (T) · (2)         | 59             | 21 novembre 2009                      | 1     | Paris 15e                                   | (Balard), à distance                                                                       |                                                                        | Suzanne Lenglen                        |
| Porte d'Issy                                 | (T) · (2)         | 60             | 21 novembre 2009                      | 1     | Paris 15e                                   |                                                                                            | Quai central                                                           | Porte d'Issy                           |
| Porte de Versailles                          | (T) · (2) · (3a)  | 61             | 16 décembre 2006 : 21 novembre 2009 : | 1     | Paris 15e                                   | (M) · (12)                                                                                 |                                                                        | Porte de Versailles                    |
| Pont du Garigliano                           | (T) · (3a)        | 62             | 16 décembre 2006                      | 1     | Paris 15e                                   | (RER) · (C)                                                                                |                                                                        | Pont du Garigliano                     |
| Balard                                       | (T) · (3a)        | 63             | 16 décembre 2006                      | 1     | Paris 15e                                   | (Suzanne Lenglen), à distance                                                              | Quais décalés                                                          | Balard                                 |
| Desnouettes                                  | (T) · (3a)        | 64             | 16 décembre 2006                      | 1     | Paris 15e                                   |                                                                                            |                                                                        | Desnouettes                            |
| Georges Brassens                             | (T) · (3a)        | 65             | 16 décembre 2006                      | 1     | Paris 15e                                   |                                                                                            | Quais décalés                                                          | Georges Brassens                       |
| Brancion                                     | (T) · (3a)        | 66             | 16 décembre 2006                      | 1     | Paris 15e                                   |                                                                                            |                                                                        | Brancion                               |
| Porte de Vanves                              | (T) · (3a)        | 67             | 16 décembre 2006                      | 1     | Paris 14e                                   | (M) · (13)                                                                                 |                                                                        | Porte de Vanves                        |
| Didot                                        | (T) · (3a)        | 68             | 16 décembre 2006                      | 1     | Paris 14e                                   |                                                                                            |                                                                        | Didot                                  |
| Jean Moulin                                  | (T) · (3a)        | 69             | 16 décembre 2006                      | 1     | Paris 14e                                   |                                                                                            |                                                                        | Jean Moulin                            |
| Porte d'Orléans                              | (T) · (3a)        | 70             | 16 décembre 2006                      | 1     | Paris 14e                                   | (M) · (4)                                                                                  | Quais décalés                                                          | Porte d'Orléans                        |
| Montsouris                                   | (T) · (3a)        | 71             | 16 décembre 2006                      | 1     | Paris 14e                                   |                                                                                            |                                                                        | Montsouris                             |
| Cité universitaire                           | (T) · (3a)        | 72             | 16 décembre 2006                      | 1     | Paris 14e                                   | (RER) · (B)                                                                                | Quais décalés                                                          | Cité universitaire                     |
| Stade Charléty                               | (T) · (3a)        | 73             | 16 décembre 2006                      | 1     | Paris 13e                                   |                                                                                            |                                                                        | Stade Charléty                         |
| Poterne des Peupliers                        | (T) · (3a)        | 74             | 16 décembre 2006                      | 1     | Paris 13e                                   |                                                                                            | Quais décalés                                                          | Poterne des Peupliers                  |
| Porte d'Italie                               | (T) · (3a)        | 75             | 16 décembre 2006                      | 1     | Paris 13e                                   | (M) · (7)                                                                                  |                                                                        | Porte d'Italie                         |
| Porte de Choisy                              | (T) · (3a) · (9)  | 76             | 16 décembre 2006 : 10 avril 2021 :    | 1     | Paris 13e                                   | (M) · (7)                                                                                  |                                                                        | Porte de Choisy                        |
| Porte d'Ivry                                 | (T) · (3a)        | 77             | 16 décembre 2006                      | 1     | Paris 13e                                   | (M) · (7)                                                                                  |                                                                        | Porte d'Ivry                           |
| Maryse Bastié                                | (T) · (3a)        | 78             | 15 décembre 2012                      | 1     | Paris 13e                                   |                                                                                            |                                                                        | Maryse Bastié                          |
| Avenue de France                             | (T) · (3a)        | 79             | 15 décembre 2012                      | 1     | Paris 13e                                   | (Bibliothèque François-Mitterrand), à distance                                             |                                                                        | Avenue de France                       |
| Baron Le Roy                                 | (T) · (3a)        | 80             | 15 décembre 2012                      | 1     | Paris 12e                                   |                                                                                            |                                                                        | Baron Le Roy                           |
| Porte de Charenton                           | (T) · (3a)        | 81             | 15 décembre 2012                      | 1     | Paris 12e                                   | (M) · (8)                                                                                  |                                                                        | Porte de Charenton                     |
| Porte Dorée                                  | (T) · (3a)        | 82             | 15 décembre 2012                      | 1     | Paris 12e                                   | (M) · (8)                                                                                  | Quais décalés                                                          | Porte Dorée                            |
| Montempoivre                                 | (T) · (3a)        | 83             | 15 décembre 2012                      | 1     | Paris 12e                                   |                                                                                            |                                                                        | Montempoivre                           |
| Alexandra David-Néel                         | (T) · (3a)        | 84             | 15 décembre 2012                      | 1     | Paris 12e                                   |                                                                                            |                                                                        | Alexandra David-Néel                   |
| Porte de Vincennes                           | (T) · (3a) · (3b) | 85             | 15 décembre 2012                      | 1     | Paris 12e, 20e                              | (M) · (1)                                                                                  |                                                                        | Porte de Vincennes                     |
| Porte de Montreuil                           | (T) · (3b)        | 86             | 15 décembre 2012                      | 1     | Paris 20e                                   | (M) · (9)                                                                                  |                                                                        | Porte de Montreuil                     |
| Marie de Miribel                             | (T) · (3b)        | 87             | 15 décembre 2012                      | 1     | Paris 20e                                   |                                                                                            |                                                                        | Marie de Miribel                       |
| Porte de Bagnolet                            | (T) · (3b)        | 88             | 15 décembre 2012                      | 1     | Paris 20e                                   | (M) · (3)                                                                                  |                                                                        | Porte de Bagnolet                      |
| Séverine                                     | (T) · (3b)        | 89             | 15 décembre 2012                      | 1     | Paris 20e                                   |                                                                                            |                                                                        | Séverine                               |
| Adrienne Bolland                             | (T) · (3b)        | 90             | 15 décembre 2012                      | 1     | Paris 20e                                   | (Saint-Fargeau), à distance                                                                | Quais décalés                                                          | Adrienne Bolland                       |
| Porte des Lilas                              | (T) · (3b)        | 91             | 15 décembre 2012                      | 1     | Paris 19e                                   | (M) · (3bis) · (11)                                                                        |                                                                        | Porte des Lilas                        |
| Hôpital Robert-Debré                         | (T) · (3b)        | 92             | 15 décembre 2012                      | 1     | Paris 19e                                   | (Pré-Saint-Gervais), à distance                                                            |                                                                        | Hôpital Robert-Debré                   |
| Butte du Chapeau Rouge                       | (T) · (3b)        | 93             | 15 décembre 2012                      | 1     | Paris 19e                                   |                                                                                            |                                                                        | Butte du Chapeau Rouge                 |
| Porte de Pantin                              | (T) · (3b)        | 94             | 15 décembre 2012                      | 1     | Paris 19e                                   | (M) · (5)                                                                                  |                                                                        | Porte de Pantin                        |
| Delphine Seyrig                              | (T) · (3b)        | 95             | 15 décembre 2012                      | 1     | Paris 19e, Pantin                           |                                                                                            |                                                                        | Delphine Seyrig                        |
| Ella Fitzgerald                              | (T) · (3b)        | 96             | 15 décembre 2012                      | 1     | Paris 19e, Pantin                           | (Pantin), à distance                                                                       |                                                                        | Ella Fitzgerald                        |
| Porte de la Villette                         | (T) · (3b)        | 97             | 15 décembre 2012                      | 1     | Paris 19e                                   | (M) · (7)                                                                                  |                                                                        | Porte de la Villette                   |
| Canal Saint-Denis                            | (T) · (3b)        | 98             | 15 décembre 2012                      | 1     | Paris 19e                                   |                                                                                            |                                                                        | Canal Saint-Denis                      |
| Rosa Parks                                   | (T) · (3b)        | 99             | 15 décembre 2012                      | 1     | Paris 19e                                   | (RER) · (E)                                                                                |                                                                        | Rosa Parks                             |
| Porte d'Aubervilliers                        | (T) · (3b)        | 100            | 15 décembre 2012                      | 1     | Paris 18e, 19e                              |                                                                                            |                                                                        | Porte d'Aubervilliers                  |
| Colette Besson                               | (T) · (3b)        | 101            | 15 décembre 2012                      | 1     | Paris 18e                                   |                                                                                            |                                                                        | Colette Besson                         |
| Porte de la Chapelle                         | (T) · (3b)        | 102            | 15 décembre 2012                      | 1     | Paris 18e                                   | (M) · (12)                                                                                 |                                                                        | Porte de la Chapelle                   |
| Diane Arbus                                  | (T) · (3b)        | 103            | 24 novembre 2018                      | 1     | Paris 18e                                   |                                                                                            |                                                                        | Diane Arbus                            |
| Porte de Clignancourt                        | (T) · (3b)        | 104            | 24 novembre 2018                      | 1     | Paris 18e                                   | (M) · (4)                                                                                  |                                                                        | Porte de Clignancourt                  |
| Angélique Compoint                           | (T) · (3b)        | 105            | 24 novembre 2018                      | 1     | Paris 18e                                   |                                                                                            |                                                                        | Angélique Compoint                     |
| Porte de Saint-Ouen                          | (T) · (3b)        | 106            | 24 novembre 2018                      | 1     | Paris 17e, 18e                              | (M) · (13)                                                                                 |                                                                        | Porte de Saint-Ouen                    |
| Épinettes - Pouchet                          | (T) · (3b)        | 107            | 24 novembre 2018                      | 1     | Paris 17e                                   |                                                                                            |                                                                        | Épinettes-Pouchet                      |
| Honoré de Balzac                             | (T) · (3b)        | 108            | 24 novembre 2018                      | 1     | Paris 17e                                   |                                                                                            |                                                                        | Honoré de Balzac                       |
| Porte de Clichy                              | (T) · (3b)        | 109            | 24 novembre 2018                      | 1     | Paris 17e                                   | (M) · (13) · (14) · (RER) · (C)                                                            |                                                                        | Porte de Clichy                        |
| Marguerite Long                              | (T) · (3b)        | 110            | 24 novembre 2018                      | 1     | Paris 17e                                   |                                                                                            |                                                                        | Porte d'Asnières - Marguerite Long     |
| Square Sainte-Odile                          | (T) · (3b)        | 111            | 5 avril 2024                          | 1     | Paris 17e                                   |                                                                                            | Quai central                                                           | Square Sainte-Odile                    |
| Porte de Champerret                          | (T) · (3b)        | 112            | 5 avril 2024                          | 1     | Paris 17e                                   | (M) · (3)                                                                                  |                                                                        | Porte de Champerret                    |
| Thérèse Pierre                               | (T) · (3b)        | 113            | 5 avril 2024                          | 1     | Paris 17e                                   |                                                                                            | Quai central                                                           | Thérèse Pierre                         |
| Anny Flore                                   | (T) · (3b)        | 114            | 5 avril 2024                          | 1     | Paris 17e                                   |                                                                                            |                                                                        | Anny Flore                             |
| Porte Maillot                                | (T) · (3b)        | 115            | 5 avril 2024                          | 1     | Paris 17e                                   | (Neuilly - Porte Maillot)                                                                  |                                                                        | Porte Maillot                          |
| Anna de Noailles                             | (T) · (3b)        | 116            | 5 avril 2024                          | 1     | Paris 16e                                   |                                                                                            |                                                                        | Anna de Noailles                       |
| Porte Dauphine                               | (T) · (3b)        | 117            | 5 avril 2024                          | 1     | Paris 16e                                   | (Avenue Foch)                                                                              |                                                                        | Porte Dauphine                         |
| Bondy                                        | (T) · (4)         | 118            | 18 novembre 2006                      | 3     | Bondy                                       | (RER) · (E)                                                                                |                                                                        | Bondy                                  |
| La Remise à Jorelle                          | (T) · (4)         | 119            | 18 novembre 2006                      | 3     | Bondy                                       |                                                                                            |                                                                        | La Remise à Jorelle                    |
| Les Coquetiers                               | (T) · (4)         | 120            | 18 novembre 2006                      | 3     | Villemomble                                 |                                                                                            |                                                                        | Les Coquetiers                         |
| Allée de la Tour - Rendez-Vous               | (T) · (4)         | 121            | 18 novembre 2006                      | 4     | Villemomble                                 |                                                                                            |                                                                        | Allée de la Tour - Rendez-Vous         |
| Les Pavillons-sous-Bois                      | (T) · (4)         | 122            | 18 novembre 2006                      | 4     | Le Raincy, Les Pavillons-sous-Bois          |                                                                                            |                                                                        | Les Pavillons-sous-Bois                |
| Gargan                                       | (T) · (4)         | 123            | 18 novembre 2006                      | 4     | Les Pavillons-sous-Bois                     |                                                                                            |                                                                        | Gargan                                 |
| Lycée Henri Sellier                          | (T) · (4)         | 124            | 18 novembre 2006                      | 4     | Livry-Gargan                                |                                                                                            |                                                                        | Lycée Henri Sellier                    |
| L'Abbaye                                     | (T) · (4)         | 125            | 18 novembre 2006                      | 4     | Livry-Gargan                                |                                                                                            |                                                                        | L'Abbaye                               |
| Freinville - Sevran                          | (T) · (4)         | 126            | 18 novembre 2006                      | 4     | Sevran                                      |                                                                                            |                                                                        | Freinville - Sevran                    |
| Rougemont - Chanteloup                       | (T) · (4)         | 127            | 18 novembre 2006                      | 4     | Sevran, Aulnay-sous-Bois                    |                                                                                            |                                                                        | Rougemont - Chanteloup                 |
| Aulnay-sous-Bois                             | (T) · (4)         | 128            | 18 novembre 2006                      | 4     | Aulnay-sous-Bois                            | (RER) · (B) · Transilien · Ligne K du Transilien                                           |                                                                        | Aulnay-sous-Bois                       |
| République - Marx Dormoy                     | (T) · (4)         | 129            | 14 décembre 2019                      | 4     | Livry-Gargan                                |                                                                                            |                                                                        | République - Marx Dormoy               |
| Léon Blum                                    | (T) · (4)         | 130            | 14 décembre 2019                      | 4     | Livry-Gargan                                |                                                                                            |                                                                        | Léon Blum                              |
| Maurice Audin                                | (T) · (4)         | 131            | 14 décembre 2019                      | 4     | Clichy-sous-Bois                            |                                                                                            |                                                                        | Maurice Audin                          |
| Clichy-sous-Bois - Mairie                    | (T) · (4)         | 132            | 14 décembre 2019                      | 4     | Clichy-sous-Bois                            |                                                                                            |                                                                        | Clichy-sous-Bois - Mairie              |
| Romain Rolland                               | (T) · (4)         | 133            | 14 décembre 2019                      | 4     | Clichy-sous-Bois                            |                                                                                            |                                                                        | Romain Rolland                         |
| Clichy - Montfermeil                         | (T) · (4)         | 134            | 14 décembre 2019                      | 4     | Clichy-sous-Bois                            |                                                                                            |                                                                        | Clichy - Montfermeil                   |
| Notre - Dame des Anges                       | (T) · (4)         | 135            | 14 décembre 2019                      | 4     | Montfermeil                                 |                                                                                            |                                                                        | Notre-Dame des Anges                   |
| Arboretum                                    | (T) · (4)         | 136            | 14 décembre 2019                      | 4     | Montfermeil                                 |                                                                                            |                                                                        | Arboretum                              |
| Hôpital de Montfermeil                       | (T) · (4)         | 137            | 31 août 2020                          | 4     | Montfermeil                                 |                                                                                            |                                                                        | Hôpital de Montfermeil                 |
| Baudelaire                                   | (T) · (5)         | 138            | 29 juillet 2013                       | 3     | Saint-Denis                                 |                                                                                            |                                                                        | Baudelaire                             |
| Roger Sémat                                  | (T) · (5)         | 139            | 29 juillet 2013                       | 3     | Saint-Denis                                 |                                                                                            |                                                                        | Roger Sémat                            |
| Guynemer                                     | (T) · (5)         | 140            | 29 juillet 2013                       | 3     | Saint-Denis                                 | (Saint-Denis - Université), à distance                                                     |                                                                        | Guynemer                               |
| Petit Pierrefitte                            | (T) · (5)         | 141            | 29 juillet 2013                       | 3     | Saint-Denis                                 |                                                                                            |                                                                        | Petit Pierrefitte                      |
| Joncherolles                                 | (T) · (5)         | 142            | 29 juillet 2013                       | 3     | Saint-Denis                                 |                                                                                            |                                                                        | Joncherolles                           |
| Suzanne Valadon                              | (T) · (5)         | 143            | 29 juillet 2013                       | 3     | Saint-Denis                                 |                                                                                            |                                                                        | Suzanne Valadon                        |
| Mairie de Pierrefitte                        | (T) · (5)         | 144            | 29 juillet 2013                       | 4     | Saint-Denis                                 |                                                                                            |                                                                        | Mairie de Pierrefitte                  |
| Alcide d'Orbigny                             | (T) · (5)         | 145            | 29 juillet 2013                       | 4     | Saint-Denis                                 |                                                                                            | Quais décalés                                                          | Alcide d'Orbigny                       |
| Jacques Prévert                              | (T) · (5)         | 146            | 29 juillet 2013                       | 4     | Saint-Denis                                 |                                                                                            |                                                                        | Jacques Prévert                        |
| Butte Pinson                                 | (T) · (5)         | 147            | 29 juillet 2013                       | 4     | Saint-Denis                                 |                                                                                            |                                                                        | Butte Pinson                           |
| Les Cholettes                                | (T) · (5)         | 148            | 29 juillet 2013                       | 4     | Sarcelles                                   |                                                                                            |                                                                        | Les Cholettes                          |
| Les Flanades                                 | (T) · (5)         | 149            | 29 juillet 2013                       | 4     | Sarcelles                                   |                                                                                            |                                                                        | Les Flanades                           |
| Paul Valéry                                  | (T) · (5)         | 150            | 29 juillet 2013                       | 4     | Sarcelles                                   |                                                                                            |                                                                        | Paul Valéry                            |
| Lochères                                     | (T) · (5)         | 151            | 29 juillet 2013                       | 4     | Sarcelles                                   |                                                                                            |                                                                        | Lochères                               |
| Garges - Sarcelles                           | (T) · (5)         | 152            | 29 juillet 2013                       | 4     | Sarcelles, Garges-lès-Gonesse               | (RER) · (D)                                                                                |                                                                        | Garges - Sarcelles                     |
| Châtillon - Montrouge                        | (T) · (6)         | 153            | 13 décembre 2014                      | 2 - 3 | Châtillon, Montrouge                        | (M) · (13)                                                                                 |                                                                        | Châtillon - Montrouge                  |
| Vauban                                       | (T) · (6)         | 154            | 13 décembre 2014                      | 3     | Châtillon                                   |                                                                                            |                                                                        | Vauban                                 |
| Centre de Châtillon                          | (T) · (6)         | 155            | 13 décembre 2014                      | 3     | Châtillon                                   |                                                                                            |                                                                        | Centre de Châtillon                    |
| Parc André Malraux                           | (T) · (6)         | 156            | 13 décembre 2014                      | 3     | Châtillon                                   |                                                                                            |                                                                        | Parc André Malraux                     |
| Division Leclerc                             | (T) · (6)         | 157            | 13 décembre 2014                      | 3     | Châtillon                                   |                                                                                            |                                                                        | Division Leclerc                       |
| Soleil Levant                                | (T) · (6)         | 158            | 13 décembre 2014                      | 3     | Clamart                                     |                                                                                            |                                                                        | Soleil Levant                          |
| Hôpital Béclère                              | (T) · (6) · (10)  | 159            | 13 décembre 2014 : 24 juin 2023 :     | 3     | Clamart                                     |                                                                                            |                                                                        | Hôpital Béclère                        |
| Mail de la Plaine                            | (T) · (6)         | 160            | 13 décembre 2014                      | 3     | Clamart                                     |                                                                                            |                                                                        | Mail de la Plaine                      |
| Pavé Blanc                                   | (T) · (6)         | 161            | 13 décembre 2014                      | 3     | Clamart                                     |                                                                                            |                                                                        | Pavé Blanc                             |
| Georges Pompidou                             | (T) · (6)         | 162            | 13 décembre 2014                      | 3     | Clamart                                     |                                                                                            |                                                                        | Georges Pompidou                       |
| Georges Millandy                             | (T) · (6)         | 163            | 13 décembre 2014                      | 3     | Clamart, Meudon                             |                                                                                            | Quai central                                                           | Georges Millandy                       |
| Meudon-la-Forêt                              | (T) · (6)         | 164            | 13 décembre 2014                      | 3     | Meudon                                      |                                                                                            |                                                                        | Meudon-la-Forêt                        |
| Vélizy 2                                     | (T) · (6)         | 165            | 13 décembre 2014                      | 3     | Vélizy-Villacoublay                         |                                                                                            |                                                                        | Vélizy 2                               |
| Dewoitine                                    | (T) · (6)         | 166            | 13 décembre 2014                      | 3     | Vélizy-Villacoublay                         |                                                                                            |                                                                        | Dewoitine                              |
| Inovel Parc Nord                             | (T) · (6)         | 167            | 13 décembre 2014                      | 3     | Vélizy-Villacoublay                         |                                                                                            |                                                                        | Inovel Parc Nord                       |
| Louvois                                      | (T) · (6)         | 168            | 13 décembre 2014                      | 3     | Vélizy-Villacoublay                         |                                                                                            |                                                                        | Louvois                                |
| Mairie de Vélizy                             | (T) · (6)         | 169            | 13 décembre 2014                      | 3     | Vélizy-Villacoublay                         |                                                                                            |                                                                        | Mairie de Vélizy                       |
| L'Onde                                       | (T) · (6)         | 170            | 13 décembre 2014                      | 3     | Vélizy-Villacoublay                         |                                                                                            |                                                                        | L'Onde                                 |
| Robert Wagner                                | (T) · (6)         | 171            | 13 décembre 2014                      | 3     | Vélizy-Villacoublay                         |                                                                                            |                                                                        | Robert Wagner                          |
| Viroflay-Rive-Gauche                         | (T) · (6)         | 172            | 28 mai 2016                           | 3     | Viroflay                                    | (RER) · (C) · Transilien · Ligne N du Transilien                                           | Souterraine                                                            | Viroflay-Rive-Gauche                   |
| Viroflay-Rive-Droite                         | (T) · (6)         | 173            | 28 mai 2016                           | 3     | Viroflay                                    | Transilien · Ligne L du Transilien                                                         | Souterraine                                                            | Viroflay-Rive-Droite                   |
| Villejuif - Louis Aragon                     | (T) · (7)         | 174            | 16 novembre 2013                      | 3     | Villejuif                                   | (M) · (7)                                                                                  |                                                                        | Villejuif - Louis Aragon               |
| Lamartine                                    | (T) · (7)         | 175            | 16 novembre 2013                      | 3     | Villejuif                                   |                                                                                            |                                                                        | Lamartine                              |
| Domaine Chérioux                             | (T) · (7)         | 176            | 16 novembre 2013                      | 3     | Chevilly-Larue, Vitry-sur-Seine             |                                                                                            |                                                                        | Domaine Chérioux                       |
| Moulin Vert                                  | (T) · (7)         | 177            | 16 novembre 2013                      | 3     | Chevilly-Larue, Vitry-sur-Seine, Thiais     |                                                                                            |                                                                        | Moulin Vert                            |
| Bretagne                                     | (T) · (7)         | 178            | 16 novembre 2013                      | 3     | Chevilly-Larue, Thiais                      |                                                                                            |                                                                        | Bretagne                               |
| Auguste Perret                               | (T) · (7)         | 179            | 16 novembre 2013                      | 3     | Chevilly-Larue, Thiais                      |                                                                                            |                                                                        | Auguste Perret                         |
| Chevilly-Larue                               | (T) · (7)         | 180            | 16 novembre 2013                      | 3     | Chevilly-Larue                              | Tvm                                                                                        |                                                                        | Chevilly-Larue                         |
| La Belle Épine                               | (T) · (7)         | 181            | 16 novembre 2013                      | 3     | Rungis, Thiais                              |                                                                                            |                                                                        | La Belle Épine                         |
| Place de la Logistique                       | (T) · (7)         | 182            | 16 novembre 2013                      | 3     | Rungis                                      |                                                                                            |                                                                        | Place de la Logistique                 |
| Porte de Rungis                              | (T) · (7)         | 183            | 16 novembre 2013                      | 3     | Rungis                                      |                                                                                            |                                                                        | Porte de Rungis                        |
| Saarinen                                     | (T) · (7)         | 184            | 16 novembre 2013                      | 3     | Rungis                                      |                                                                                            |                                                                        | Saarinen                               |
| Robert Schuman                               | (T) · (7)         | 185            | 16 novembre 2013                      | 4     | Rungis                                      |                                                                                            |                                                                        | Robert Schuman                         |
| La Fraternelle                               | (T) · (7)         | 186            | 16 novembre 2013                      | 4     | Rungis                                      | (RER) · (C)                                                                                |                                                                        | La Fraternelle                         |
| Hélène Boucher                               | (T) · (7)         | 187            | 16 novembre 2013                      | 4     | Paray-Vieille-Poste                         |                                                                                            |                                                                        | Hélène Boucher                         |
| Caroline Aigle                               | (T) · (7)         | 188            | 16 novembre 2013                      | 4     | Orly                                        |                                                                                            |                                                                        | Caroline Aigle                         |
| Cœur d'Orly                                  | (T) · (7)         | 189            | 16 novembre 2013                      | 4     | Orly                                        |                                                                                            |                                                                        | Cœur d'Orly                            |
| Aéroport d'Orly                              | (T) · (7)         | 190            | 16 novembre 2013                      | 4     | Paray-Vieille-Poste                         | Orlyval                                                                                    |                                                                        | Aéroport d'Orly                        |
| Athis-Mons - Porte de l'Essonne              | (T) · (7)         | 191            | 16 novembre 2013                      | 4     | Athis-Mons                                  |                                                                                            |                                                                        | Porte de l'Essonne                     |
| Saint-Denis - Porte de Paris                 | (T) · (8)         | 192            | 16 décembre 2014                      | 3     | Saint-Denis                                 | (M) · (13)                                                                                 |                                                                        | Saint-Denis - Porte de Paris           |
| Pierre de Geyter                             | (T) · (8)         | 193            | 16 décembre 2014                      | 3     | Saint-Denis                                 |                                                                                            |                                                                        | Pierre de Geyter                       |
| Paul Éluard                                  | (T) · (8)         | 194            | 16 décembre 2014                      | 3     | Saint-Denis                                 |                                                                                            |                                                                        | Paul Éluard                            |
| Delaunay-Belleville                          | (T) · (8)         | 195            | 16 décembre 2014                      | 3     | Saint-Denis                                 |                                                                                            |                                                                        | Delaunay-Belleville                    |
| César                                        | (T) · (8)         | 196            | 16 décembre 2014                      | 3     | Villetaneuse                                |                                                                                            |                                                                        | César                                  |
| Jean Vilar                                   | (T) · (8)         | 197            | 16 décembre 2014                      | 3     | Villetaneuse                                |                                                                                            |                                                                        | Jean Vilar                             |
| Pablo Neruda                                 | (T) · (8)         | 198            | 16 décembre 2014                      | 3     | Villetaneuse                                |                                                                                            |                                                                        | Pablo Neruda                           |
| Villetaneuse-Université                      | (T) · (8) · (11)  | 199            | 16 décembre 2014 : 1er juillet 2017 : | 3     | Villetaneuse                                |                                                                                            |                                                                        | Villetaneuse-Université                |
| Blumenthal                                   | (T) · (8)         | 200            | 16 décembre 2014                      | 3     | Épinay-sur-Seine                            |                                                                                            |                                                                        | Blumenthal                             |
| Les Mobiles                                  | (T) · (8)         | 201            | 16 décembre 2014                      | 3     | Épinay-sur-Seine                            |                                                                                            |                                                                        | Les Mobiles                            |
| Les Béatus                                   | (T) · (8)         | 202            | 16 décembre 2014                      | 3     | Épinay-sur-Seine                            |                                                                                            |                                                                        | Les Béatus                             |
| Rose Bertin                                  | (T) · (8)         | 203            | 16 décembre 2014                      | 3     | Épinay-sur-Seine                            |                                                                                            |                                                                        | Rose Bertin                            |
| Lacépède                                     | (T) · (8)         | 204            | 16 décembre 2014                      | 3     | Épinay-sur-Seine                            |                                                                                            |                                                                        | Lacépède                               |
| Gilbert Bonnemaison                          | (T) · (8)         | 205            | 16 décembre 2014                      | 3     | Épinay-sur-Seine                            |                                                                                            |                                                                        | Gilbert Bonnemaison                    |
| Épinay-sur-Seine - Gare : Épinay-sur-Seine : | (T) · (8) · (11)  | 206            | 16 décembre 2014 : 1er juillet 2017 : | 3     | Épinay-sur-Seine                            | (RER) · (C)                                                                                |                                                                        | Épinay-sur-Seine                       |
| Épinay-Orgemont                              | (T) · (8)         | 207            | 16 décembre 2014                      | 3     | Épinay-sur-Seine                            |                                                                                            |                                                                        | Épinay-Orgemont                        |
| Châteaudun - Barbès                          | (T) · (9)         | 208            | 10 avril 2021                         | 2     | Ivry-sur-Seine                              |                                                                                            |                                                                        | Châteaudun - Barbès                    |
| Cimetière Parisien d'Ivry                    | (T) · (9)         | 209            | 10 avril 2021                         | 2     | Ivry-sur-Seine                              |                                                                                            |                                                                        | Cimetière Parisien d'Ivry              |
| La Briqueterie                               | (T) · (9)         | 210            | 10 avril 2021                         | 2     | Ivry-sur-Seine                              |                                                                                            |                                                                        | La Briqueterie                         |
| Germaine Tailleferre                         | (T) · (9)         | 211            | 10 avril 2021                         | 3     | Ivry-sur-Seine, Vitry-sur-Seine             |                                                                                            |                                                                        | Germaine Tailleferre                   |
| Beethoven - Concorde                         | (T) · (9)         | 212            | 10 avril 2021                         | 3     | Vitry-sur-Seine                             |                                                                                            |                                                                        | Beethoven - Concorde                   |
| Musée MAC-VAL                                | (T) · (9)         | 213            | 10 avril 2021                         | 3     | Vitry-sur-Seine                             |                                                                                            |                                                                        | Musée MAC-VAL                          |
| Mairie de Vitry-sur-Seine                    | (T) · (9)         | 214            | 10 avril 2021                         | 3     | Vitry-sur-Seine                             |                                                                                            |                                                                        | Mairie de Vitry-sur-Seine              |
| Camille Groult                               | (T) · (9)         | 215            | 10 avril 2021                         | 3     | Vitry-sur-Seine                             |                                                                                            |                                                                        | Camille Groult                         |
| Constant Coquelin                            | (T) · (9)         | 216            | 10 avril 2021                         | 3     | Vitry-sur-Seine                             |                                                                                            |                                                                        | Constant Coquelin                      |
| Watteau - Rondenay                           | (T) · (9)         | 217            | 10 avril 2021                         | 3     | Vitry-sur-Seine                             |                                                                                            |                                                                        | Watteau - Rondenay                     |
| Trois Communes                               | (T) · (9)         | 218            | 10 avril 2021                         | 3     | Vitry-sur-Seine, Thiais, Choisy-le-Roi      |                                                                                            |                                                                        | Trois Communes                         |
| Verdun - Hoche                               | (T) · (9)         | 219            | 10 avril 2021                         | 3     | Thiais, Choisy-le-Roi                       |                                                                                            |                                                                        | Verdun - Hoche                         |
| Rouget de Lisle                              | (T) · (9)         | 220            | 10 avril 2021                         | 3     | Choisy-le-Roi                               | 393 Tvm                                                                                    |                                                                        | Rouget de Lisle                        |
| Carle - Darthé                               | (T) · (9)         | 221            | 10 avril 2021                         | 3     | Choisy-le-Roi                               |                                                                                            |                                                                        | Carle - Darthé                         |
| Four - Peary                                 | (T) · (9)         | 222            | 10 avril 2021                         | 3     | Choisy-le-Roi                               |                                                                                            |                                                                        | Four - Peary                           |
| Christophe Colomb                            | (T) · (9)         | 223            | 10 avril 2021                         | 4     | Orly                                        |                                                                                            |                                                                        | Christophe Colomb                      |
| Les Saules                                   | (T) · (9)         | 224            | 10 avril 2021                         | 4     | Orly                                        | (RER) · (C)                                                                                |                                                                        | Les Saules                             |
| Orly - Gaston Viens                          | (T) · (9)         | 225            | 10 avril 2021                         | 4     | Orly                                        |                                                                                            |                                                                        | Orly - Gaston Viens                    |
| La Croix de Berny                            | (T) · (10)        | 226            | 24 juin 2023                          | 3     | Antony                                      | (RER) · (B)                                                                                |                                                                        | La Croix de Berny                      |
| La Vallée                                    | (T) · (10)        | 227            | 24 juin 2023                          | 3     | Antony, Châtenay-Malabry                    |                                                                                            |                                                                        | La Vallée                              |
| Petit-Châtenay                               | (T) · (10)        | 228            | 24 juin 2023                          | 3     | Châtenay-Malabry                            |                                                                                            |                                                                        | Petit-Châtenay                         |
| Théâtre La Piscine                           | (T) · (10)        | 229            | 24 juin 2023                          | 3     | Châtenay-Malabry                            |                                                                                            |                                                                        | Théâtre La Piscine                     |
| Les Peintres                                 | (T) · (10)        | 230            | 24 juin 2023                          | 3     | Châtenay-Malabry                            |                                                                                            |                                                                        | Les Peintres                           |
| Cité-Jardin                                  | (T) · (10)        | 231            | 24 juin 2023                          | 3     | Châtenay-Malabry                            |                                                                                            |                                                                        | Cité-Jardin                            |
| Vallée aux Loups                             | (T) · (10)        | 232            | 24 juin 2023                          | 3     | Châtenay-Malabry                            |                                                                                            |                                                                        | Vallée aux Loups                       |
| Malabry                                      | (T) · (10)        | 233            | 24 juin 2023                          | 3     | Châtenay-Malabry                            |                                                                                            |                                                                        | Malabry                                |
| Noveos                                       | (T) · (10)        | 234            | 24 juin 2023                          | 3     | Le Plessis-Robinson                         |                                                                                            |                                                                        | Noveos                                 |
| Parc des Sports                              | (T) · (10)        | 235            | 24 juin 2023                          | 3     | Le Plessis-Robinson                         |                                                                                            |                                                                        | Parc des Sports                        |
| Le Hameau                                    | (T) · (10)        | 236            | 24 juin 2023                          | 3     | Le Plessis-Robinson                         |                                                                                            |                                                                        | Le Hameau                              |
| Jardin Parisien                              | (T) · (10)        | 237            | 24 juin 2023                          | 3     | Clamart                                     |                                                                                            |                                                                        | Jardin Parisien                        |
| Épinay - Villetaneuse                        | (T) · (11)        | 238            | 1er juillet 2017                      | 3     | Épinay-sur-Seine                            | Transilien · Ligne H du Transilien                                                         |                                                                        | Épinay - Villetaneuse                  |
| Pierrefitte - Stains                         | (T) · (11)        | 239            | 1er juillet 2017                      | 4     | Saint-Denis                                 | (RER) · (D)                                                                                |                                                                        | Pierrefitte - Stains                   |
| Stains-La Cerisaie                           | (T) · (11)        | 240            | 1er juillet 2017                      | 3     | Stains                                      |                                                                                            |                                                                        | Stains-La Cerisaie                     |
| Dugny - La Courneuve                         | (T) · (11)        | 241            | 1er juillet 2017                      | 3     | Dugny, La Courneuve                         |                                                                                            |                                                                        | Dugny - La Courneuve                   |
| Le Bourget                                   | (T) · (11)        | 242            | 1er juillet 2017                      | 3     | Le Bourget                                  | (RER) · (B)                                                                                |                                                                        | Le Bourget                             |
| Massy - Palaiseau                            | (T) · (12)        | 243            | 10 décembre 2023                      | 4     | Massy                                       | Grandes lignes (dont Massy TGV)                                                            |                                                                        | Massy - Palaiseau                      |
| Massy-Europe                                 | (T) · (12)        | 244            | 10 décembre 2023                      | 4     | Massy                                       |                                                                                            |                                                                        | Massy-Europe                           |
| Champlan                                     | (T) · (12)        | 245            | 10 décembre 2023                      | 4     | Champlan                                    |                                                                                            |                                                                        | Champlan                               |
| Longjumeau                                   | (T) · (12)        | 246            | 10 décembre 2023                      | 4     | Longjumeau, Champlan                        |                                                                                            |                                                                        | Longjumeau                             |
| Chilly-Mazarin                               | (T) · (12)        | 247            | 10 décembre 2023                      | 4     | Chilly-Mazarin                              |                                                                                            |                                                                        | Chilly-Mazarin                         |
| Gravigny-Balizy                              | (T) · (12)        | 248            | 10 décembre 2023                      | 4     | Longjumeau                                  |                                                                                            |                                                                        | Gravigny-Balizy                        |
| Petit Vaux                                   | (T) · (12)        | 249            | 10 décembre 2023                      | 4     | Épinay-sur-Orge                             |                                                                                            |                                                                        | Petit Vaux                             |
| Épinay-sur-Orge                              | (T) · (12)        | 250            | 10 décembre 2023                      | 4     | Épinay-sur-Orge                             | (RER) · (C)                                                                                |                                                                        | Épinay-sur-Orge                        |
| Parc du Château                              | (T) · (12)        | 251            | 10 décembre 2023                      | 5     | Morsang-sur-Orge                            |                                                                                            |                                                                        | Parc du Château                        |
| Coteaux de l'Orge                            | (T) · (12)        | 252            | 10 décembre 2023                      | 5     | Morsang-sur-Orge, Viry-Châtillon            |                                                                                            |                                                                        | Coteaux de l'Orge                      |
| Amédée Gordini                               | (T) · (12)        | 253            | 10 décembre 2023                      | 5     | Viry-Châtillon                              |                                                                                            |                                                                        | Amédée Gordini                         |
| Ferme Neuve                                  | (T) · (12)        | 254            | 10 décembre 2023                      | 5     | Grigny                                      |                                                                                            |                                                                        | Ferme Neuve                            |
| Bois de Saint-Eutrope                        | (T) · (12)        | 255            | 10 décembre 2023                      | 5     | Ris-Orangis                                 |                                                                                            |                                                                        | Bois de Saint-Eutrope                  |
| Traité de Rome                               | (T) · (12)        | 256            | 10 décembre 2023                      | 5     | Évry-Courcouronnes                          |                                                                                            |                                                                        | Traité de Rome                         |
| Bois Briard                                  | (T) · (12)        | 257            | 10 décembre 2023                      | 5     | Évry-Courcouronnes                          |                                                                                            |                                                                        | Bois Briard                            |
| Évry-Courcouronnes                           | (T) · (12)        | 258            | 10 décembre 2023                      | 5     | Évry-Courcouronnes                          | (RER) · (D)                                                                                |                                                                        | Évry-Courcouronnes                     |
| Saint-Cyr                                    | (T) · (13)        | 259            | 6 juillet 2022                        | 5     | Versailles                                  | (RER) · (C) · Transilien · Ligne N du Transilien · Ligne U du Transilien                   |                                                                        | Saint-Cyr                              |
| Les Portes de Saint-Cyr                      | (T) · (13)        | 260            | 6 juillet 2022                        | 5     | Versailles                                  |                                                                                            |                                                                        | Les Portes de Saint-Cyr                |
| Allée Royale                                 | (T) · (13)        | 261            | 19 juillet 2022                       | 5     | Saint-Cyr-l'École                           |                                                                                            |                                                                        | Allée Royale                           |
| Bailly                                       | (T) · (13)        | 262            | 6 juillet 2022                        | 5     | Bailly                                      |                                                                                            |                                                                        | Bailly                                 |
| Noisy-le-Roi                                 | (T) · (13)        | 263            | 6 juillet 2022                        | 5     | Noisy-le-Roi                                |                                                                                            |                                                                        | Noisy-le-Roi                           |
| Saint-Nom-la-Bretèche - Forêt de Marly       | (T) · (13)        | 264            | 6 juillet 2022                        | 5     | L'Étang-la-Ville                            | Transilien · Ligne L du Transilien                                                         |                                                                        | Saint-Nom-la-Bretèche - Forêt de Marly |
| L'Étang - Les Sablons                        | (T) · (13)        | 265            | 6 juillet 2022                        | 5     | L'Étang-la-Ville                            |                                                                                            |                                                                        | L'Étang - Les Sablons                  |
| Mareil-Marly                                 | (T) · (13)        | 266            | 6 juillet 2022                        | 4     | Mareil-Marly                                |                                                                                            |                                                                        | Mareil-Marly                           |
| Fourqueux - Bel-Air                          | (T) · (13)        | 267            | 6 juillet 2022                        | 4     | Saint-Germain-en-Laye                       |                                                                                            |                                                                        | Fourqueux - Bel-Air                    |
| Lisière Pereire                              | (T) · (13)        | 268            | 6 juillet 2022                        | 4     | Saint-Germain-en-Laye                       |                                                                                            |                                                                        | Lisière Pereire                        |
| Camp des Loges                               | (T) · (13)        | 269            | 6 juillet 2022                        | 4     | Saint-Germain-en-Laye                       |                                                                                            |                                                                        | Camp des Loges                         |
| Saint-Germain-en-Laye                        | (T) · (13)        | 270            | 6 juillet 2022                        | 4     | Saint-Germain-en-Laye                       | (RER) · (A)                                                                                |                                                                        | Saint-Germain-en-Laye                  |
| Esbly                                        | (T) · (14)        | 271            | 22 mars 2025                          | 5     | Esbly                                       | Transilien · Ligne P du Transilien                                                         |                                                                        | Esbly                                  |
| Montry - Condé                               | (T) · (14)        | 272            | 22 mars 2025                          | 5     | Montry                                      |                                                                                            |                                                                        | Montry - Condé                         |
| Couilly - Saint-Germain - Quincy             | (T) · (14)        | 273            | 22 mars 2025                          | 5     | Saint-Germain-sur-Morin                     |                                                                                            |                                                                        | Couilly - Saint-Germain - Quincy       |
| Villiers - Montbarbin                        | (T) · (14)        | 274            | 22 mars 2025                          | 5     | Crécy-la-Chapelle                           |                                                                                            |                                                                        | Villiers - Montbarbin                  |
| Crécy-la-Chapelle                            | (T) · (14)        | 275            | 22 mars 2025                          | 5     | Crécy-la-Chapelle                           |                                                                                            |                                                                        | Villiers - Montbarbin                  |